# Dodona
Dodona este un oraș în Grecia. Dodona a fost un important sanctuar religios păgân până la începutul epocii creștine. 